# Tour de France 2006
93. ročník cyklistického etapového závodu Tour de France odstartoval v sobotu 1. července 2006 sedmikilometrovým prologem ve Štrasburku a po dvaceti etapách (poprvé od roku 1999 nebyla zařazena týmová časovka) a 3 639 ujetých kilometrech skončil 23. července v ulicích Paříže. Kromě Francie závodníci navštívili dalších pět zemí: Nizozemsko, Belgii, Lucembursko, Německo a Španělsko. Celkovým vítězem se stal, po diskvalifikaci Američana Floyda Landise, Španěl Óscar Pereiro. Jediný Čech na startu, Pavel Padrnos, skončil 64.
Pouhý den před startem se zástupci všech 21 zúčastněných týmů dohodli, že do závodu nenastoupí žádný z jezdců figurujících na seznamu podezřelých v dopingové aféře, která propukla ve Španělsku během letošního ročníku Giro d'Italia. Ze závodu tak byli odvoláni mimo jiné oba největší favorité Jan Ullrich a Ivan Basso.

## Trasa závodu
| Etapa     | Start / cíl                               | Vzdálenost | Typ etapy           | Datum        | Vítěz etapy         | Žlutý trikot    |
| --------- | ----------------------------------------- | ---------- | ------------------- | ------------ | ------------------- | --------------- |
| Prolog    | Štrasburk – Štrasburk                     | 7 km       | Časovka jednotlivci | 1. červenec  | Thor Hushovd        | Thor Hushovd    |
| 1.        | Štrasburk – Štrasburk                     | 183 km     | Rovinatá etapa      | 2. červenec  | Jimmy Casper        | George Hincapie |
| 2.        | Obernai – Esch-sur-Alzette                | 223 km     | Rovinatá etapa      | 3. červenec  | Robbie McEwen       | Thor Hushovd    |
| 3.        | Esch-sur-Alzette – Valkenburg aan de Geul | 216 km     | Kopcovitá etapa     | 4. červenec  | Matthias Kessler    | Tom Boonen      |
| 4.        | Huy – Saint-Quentin                       | 207 km     | Rovinatá etapa      | 5. červenec  | Robbie McEwen       | Tom Boonen      |
| 5.        | Beauvais – Caen                           | 219 km     | Rovinatá etapa      | 6. červenec  | Óscar Freire        | Tom Boonen      |
| 6.        | Lisieux – Vitré                           | 184 km     | Rovinatá etapa      | 7. červenec  | Robbie McEwen       | Tom Boonen      |
| 7.        | Saint Grégoire – Rennes                   | 52 km      | Časovka jednotlivci | 8. červenec  | Serhij Hončar       | Serhij Hončar   |
| 8.        | Saint-Méen-le-Grand – Lorient             | 177 km     | Rovinatá etapa      | 9. červenec  | Sylvain Calzati     | Serhij Hončar   |
| Volný den | Volný den                                 | Volný den  | Volný den           | 10. červenec |                     |                 |
| 9.        | Bordeaux – Dax                            | 170 km     | Rovinatá etapa      | 11. červenec | Óscar Freire        | Serhij Hončar   |
| 10.       | Cambo-les-Bains – Pau                     | 193 km     | Horská etapa        | 12. červenec | Juan Miguel Mercado | Cyril Dessel    |
| 11.       | Tarbes – Val d'Aran-Pla-de-Beret          | 208 km     | Horská etapa        | 13. červenec | Děnis Meňšov        | Floyd Landis *  |
| 12.       | Luchon – Carcassonne                      | 211 km     | Kopcovitá etapa     | 14. červenec | Jaroslav Popovyč    | Floyd Landis *  |
| 13.       | Béziers – Montélimar                      | 231 km     | Rovinatá etapa      | 15. červenec | Jens Voigt          | Óscar Pereiro   |
| 14.       | Montélimar – Gap                          | 181 km     | Kopcovitá etapa     | 16. červenec | Pierrick Fédrigo    | Óscar Pereiro   |
| Volný den | Volný den                                 | Volný den  | Volný den           | 17. červenec |                     |                 |
| 15.       | Gap – L'Alpe-d'Huez                       | 187 km     | Horská etapa        | 18. červenec | Fränk Schleck       | Floyd Landis *  |
| 16.       | Le Bourg-d'Oisans – La Toussuire          | 182 km     | Horská etapa        | 19. červenec | Michael Rasmussen   | Óscar Pereiro   |
| 17.       | Saint-Jean-de-Maurienne – Morzine         | 199 km     | Horská etapa        | 20. červenec | Carlos Sastre **    | Óscar Pereiro   |
| 18.       | Morzine – Mâcon                           | 193 km     | Kopcovitá etapa     | 21. červenec | Matteo Tosatto      | Óscar Pereiro   |
| 19.       | Le Creusot – Montceau-les-Mines           | 56 km      | Časovka jednotlivci | 22. červenec | Serhij Hončar       | Floyd Landis *  |
| 20.       | Antony-Parc de Sceaux – Paříž             | 152 km     | Rovinatá etapa      | 23. červenec | Thor Hushovd        | Floyd Landis *  |

Pozn. *) Floyd Landis byl pro pozitivní dopingový nález dodatečně diskvalifikován
Pozn. **) Původní vítěz, Floyd Landis, byl dodatečně diskvalifikován

## Celkové výsledky
| Pořadí | Jezdec            | Stát        | Stáj                               | Celkový čas |
| ------ | ----------------- | ----------- | ---------------------------------- | ----------- |
| 1.     | Óscar Pereiro     | Španělsko   | Caisse d'Epargne-Illes Balears     | 89h40'27"   |
| 2.     | Andreas Klöden    | Německo     | T-Mobile Team                      | + 32"       |
| 3.     | Carlos Sastre     | Španělsko   | Team CSC                           | + 2'16"     |
| 4.     | Děnis Meňšov      | Rusko       | Rabobank                           | + 2'10"     |
| 5.     | Cadel Evans       | Austrálie   | Davitamon-Lotto                    | + 4'11"     |
| 6.     | Cyril Dessel      | Francie     | AG2R Prévoyance                    | + 7'44"     |
| 7.     | Christophe Moreau | Francie     | AG2R Prévoyance                    | + 8'40"     |
| 8.     | Haimar Zubeldia   | Španělsko   | Euskaltel-Euskadi                  | + 11'08"    |
| 9.     | Michael Rogers    | Austrálie   | T-Mobile Team                      | + 14'10"    |
| 10.    | Fränk Schleck     | Lucembursko | Team CSC                           | + 16'49"    |
| …      |                   |             |                                    |             |
| 64.    | Pavel Padrnos     | Česko       | Discovery Channel Pro Cycling Team | + 2h16'45"  |

### Bodovací soutěž
| Pořadí | Jezdec            | Stát      | Stáj                               | Body  |
| ------ | ----------------- | --------- | ---------------------------------- | ----- |
| 1.     | Robbie McEwen     | Austrálie | Davitamon-Lotto                    | 288   |
| 2.     | Erik Zabel        | Německo   | Team Milram                        | - 89  |
| 3.     | Thor Hushovd      | Norsko    | Crédit Agricole                    | - 97  |
| 4.     | Bernhard Eisel    | Rakousko  | Française des Jeux                 | - 112 |
| 5.     | Luca Paolini      | Itálie    | Liquigas                           | - 114 |
| 6.     | Iñaki Isasi       | Španělsko | Euskaltel-Euskadi                  | - 158 |
| 7.     | Francisco Ventoso | Španělsko | Saunier Duval-Prodir               | - 160 |
| 8.     | Cristian Moreni   | Itálie    | Cofidis                            | - 172 |
| 9.     | Jimmy Casper      | Francie   | Cofidis                            | - 190 |
| 10.    | Óscar Pereiro     | Španělsko | Caisse d'Epargne-Illes Balears     | - 200 |
| …      |                   |           |                                    |       |
| 110.   | Pavel Padrnos     | Česko     | Discovery Channel Pro Cycling Team | - 288 |

### Vrchařská soutěž
| Pořadí | Jezdec             | Stát                   | Stáj                               | Body  |
| ------ | ------------------ | ---------------------- | ---------------------------------- | ----- |
| 1.     | Michael Rasmussen  | Dánsko                 | Rabobank                           | 166   |
| 2.     | David De La Fuente | Španělsko              | Saunier Duval-Prodir               | - 53  |
| 3.     | Carlos Sastre      | Španělsko              | Team CSC                           | - 67  |
| 4.     | Fränk Schleck      | Lucembursko            | Team CSC                           | - 70  |
| 5.     | Michael Boogerd    | Nizozemsko             | Rabobank                           | - 73  |
| 6.     | Damiano Cunego     | Itálie                 | Lampre-Fondital                    | - 86  |
| 7.     | Cyril Dessel       | Francie                | AG2R Prévoyance                    | - 94  |
| 8.     | Levi Leipheimer    | Spojené státy americké | Gerolsteiner                       | - 100 |
| 9.     | Andreas Klöden     | Německo                | T-Mobile Team                      | - 102 |
| 10.    | Óscar Pereiro      | Španělsko              | Caisse d'Epargne-Illes Balears     | - 103 |
| …      |                    |                        |                                    |       |
| 36.    | Pavel Padrnos      | Česko                  | Discovery Channel Pro Cycling Team | - 143 |

### Klasifikace mladých jezdců
| Pořadí | Jezdec             | Stát       | Stáj                 | Celkový čas |
| ------ | ------------------ | ---------- | -------------------- | ----------- |
| 1.     | Damiano Cunego     | Itálie     | Lampre-Fondital      | 89h58'49"   |
| 2.     | Markus Fothen      | Německo    | Gerolsteiner         | + 38"       |
| 3.     | Matthieu Sprick    | Francie    | Bouygues Télécom     | + 1h29'12"  |
| 4.     | David De La Fuente | Španělsko  | Saunier Duval-Prodir | + 1h36'00"  |
| 5.     | Moisés Dueñas      | Španělsko  | Agritubel            | + 1h48'40"  |
| 6.     | Thomas Lövkvist    | Švédsko    | Française des Jeux   | + 1h52'54"  |
| 7.     | Francisco Ventoso  | Španělsko  | Saunier Duval-Prodir | + 2h22'03"  |
| 8.     | Joost Posthuma     | Nizozemsko | Rabobank             | + 2h32'41"  |
| 9.     | Benoît Vaugrenard  | Francie    | Française des Jeux   | + 2h33'12"  |
| 10.    | Pieter Weening     | Nizozemsko | Rabobank             | + 2h36'44"  |

### Týmová klasifikace
| Pořadí | Stáj                               | Stát                   | Celkový čas  |
| ------ | ---------------------------------- | ---------------------- | ------------ |
| 1.     | T-Mobile Team                      | Německo                | 269h08'46"   |
| 2.     | Team CSC                           | Dánsko                 | + 17'04"     |
| 3.     | Rabobank                           | Nizozemsko             | + 23'26"     |
| 4.     | AG2R Prévoyance                    | Francie                | + 33'19"     |
| 5.     | Caisse d'Epargne-Illes Balears     | Španělsko              | + 56'53"     |
| 6.     | Lampre-Fondital                    | Itálie                 | + 57'37"     |
| 7.     | Gerolsteiner                       | Německo                | + 1h45'25"   |
| 8.     | Discovery Channel Pro Cycling Team | Spojené státy americké | + 2h19'17"   |
| 9.     | Euskaltel-Euskadi                  | Španělsko              | + 2h26'38"   |
| 10.    | Phonak Hearing Systems             | Švýcarsko              | + 2h49'06" * |

Pozn. *) Včetně časů dodatečně diskvalifikovaného Floyda Landise

## Držení trikotů
| Etapa               | Vítěz etapy                | Celková klasifikace               | Bodovací soutěže               | Vrchařská soutěž                   | Mladý jezdec                | Soutěž týmů               | Nejaktivnější jezdec                    |
| ------------------- | -------------------------- | --------------------------------- | ------------------------------ | ---------------------------------- | --------------------------- | ------------------------- | --------------------------------------- |
| P                   | Thor Hushovd               | Thor Hushovd                      | Thor Hushovd                   | žádné ocenění                      | Joost Posthuma              | Discovery Channel         | žádné ocenění                           |
| 1                   | Jimmy Casper               | George Hincapie                   | Jimmy Casper                   | Fabian Wegmann                     | Benoît Vaugrenard           | Discovery Channel         | Walter Bénéteau                         |
| 2                   | Robbie McEwen              | Thor Hushovd                      | Robbie McEwen                  | David de la Fuente                 | Benoît Vaugrenard           | Discovery Channel         | David de la Fuente                      |
| 3                   | Matthias Kessler           | Tom Boonen                        | Tom Boonen                     | Jérôme Pineau                      | Markus Fothen               | Discovery Channel         | José Luis Arrieta                       |
| 4                   | Robbie McEwen              | Tom Boonen                        | Robbie McEwen                  | Jérôme Pineau                      | Markus Fothen               | Discovery Channel         | Egoi Martínez                           |
| 5                   | Óscar Freire               | Tom Boonen                        | Robbie McEwen                  | Jérôme Pineau                      | Markus Fothen               | Discovery Channel         | Samuel Dumoulin                         |
| 6                   | Robbie McEwen              | Tom Boonen                        | Robbie McEwen                  | Jérôme Pineau                      | Benoît Vaugrenard           | Discovery Channel         | Anthony Geslin                          |
| 7                   | Serhiy Honchar             | Serhiy Honchar                    | Robbie McEwen                  | Jérôme Pineau                      | Markus Fothen               | T-Mobile Team             | žádné ocenění                           |
| 8                   | Sylvain Calzati            | Serhiy Honchar                    | Robbie McEwen                  | Jérôme Pineau                      | Markus Fothen               | T-Mobile Team             | Sylvain Calzati                         |
| 9                   | Óscar Freire               | Serhiy Honchar                    | Robbie McEwen                  | Jérôme Pineau                      | Markus Fothen               | T-Mobile Team             | Christian Knees                         |
| 10                  | Juan Miguel Mercado        | Cyril Dessel                      | Robbie McEwen                  | Cyril Dessel                       | Markus Fothen               | AG2R Prévoyance           | Juan Miguel Mercado                     |
| 11                  | Denis Menšov               | Floyd Landis Cyril Dessel         | Robbie McEwen                  | David de la Fuente                 | Markus Fothen               | T-Mobile Team             | David de la Fuente                      |
| 12                  | Yaroslav Popovych          | Floyd Landis Cyril Dessel         | Robbie McEwen                  | David de la Fuente                 | Markus Fothen               | T-Mobile Team             | Daniele Bennati                         |
| 13                  | Jens Voigt                 | Óscar Pereiro                     | Robbie McEwen                  | David de la Fuente                 | Markus Fothen               | Team CSC                  | Jens Voigt                              |
| 14                  | Pierrick Fédrigo           | Óscar Pereiro                     | Robbie McEwen                  | David de la Fuente                 | Markus Fothen               | Team CSC                  | Salvatore Commesso                      |
| 15                  | Fränk Schleck              | Floyd Landis Óscar Pereiro        | Robbie McEwen                  | David de la Fuente                 | Markus Fothen               | Team CSC                  | Stefano Garzelli                        |
| 16                  | Michael Rasmussen          | Óscar Pereiro                     | Robbie McEwen                  | Michael Rasmussen                  | Markus Fothen               | Team CSC                  | Michael Rasmussen                       |
| 17                  | Floyd Landis Carlos Sastre | Óscar Pereiro                     | Robbie McEwen                  | Michael Rasmussen                  | Damiano Cunego              | T-Mobile Team             | Floyd Landis                            |
| 18                  | Matteo Tosatto             | Óscar Pereiro                     | Robbie McEwen                  | Michael Rasmussen                  | Damiano Cunego              | T-Mobile Team             | Levi Leipheimer                         |
| 19                  | Serhiy Honchar             | Floyd Landis Óscar Pereiro        | Robbie McEwen                  | Michael Rasmussen                  | Damiano Cunego              | T-Mobile Team             | žádné ocenění                           |
| 20                  | Thor Hushovd               | Floyd Landis Óscar Pereiro        | Robbie McEwen                  | Michael Rasmussen                  | Damiano Cunego              | T-Mobile Team             | Aitor Hernández                         |
| Konečné pořadí 2006 | Konečné pořadí 2006        | Celková klasifikace Óscar Pereiro | Bodovací soutěže Robbie McEwen | Vrchařská soutěž Michael Rasmussen | Mladý jezdec Damiano Cunego | Soutěž týmů T-Mobile Team | Nejaktivnější jezdec David de la Fuente |